# Futbol a Xile

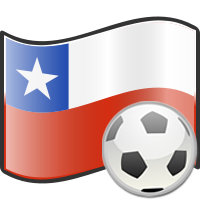

El futbol és l'esport més practicat a Xile.

## Història

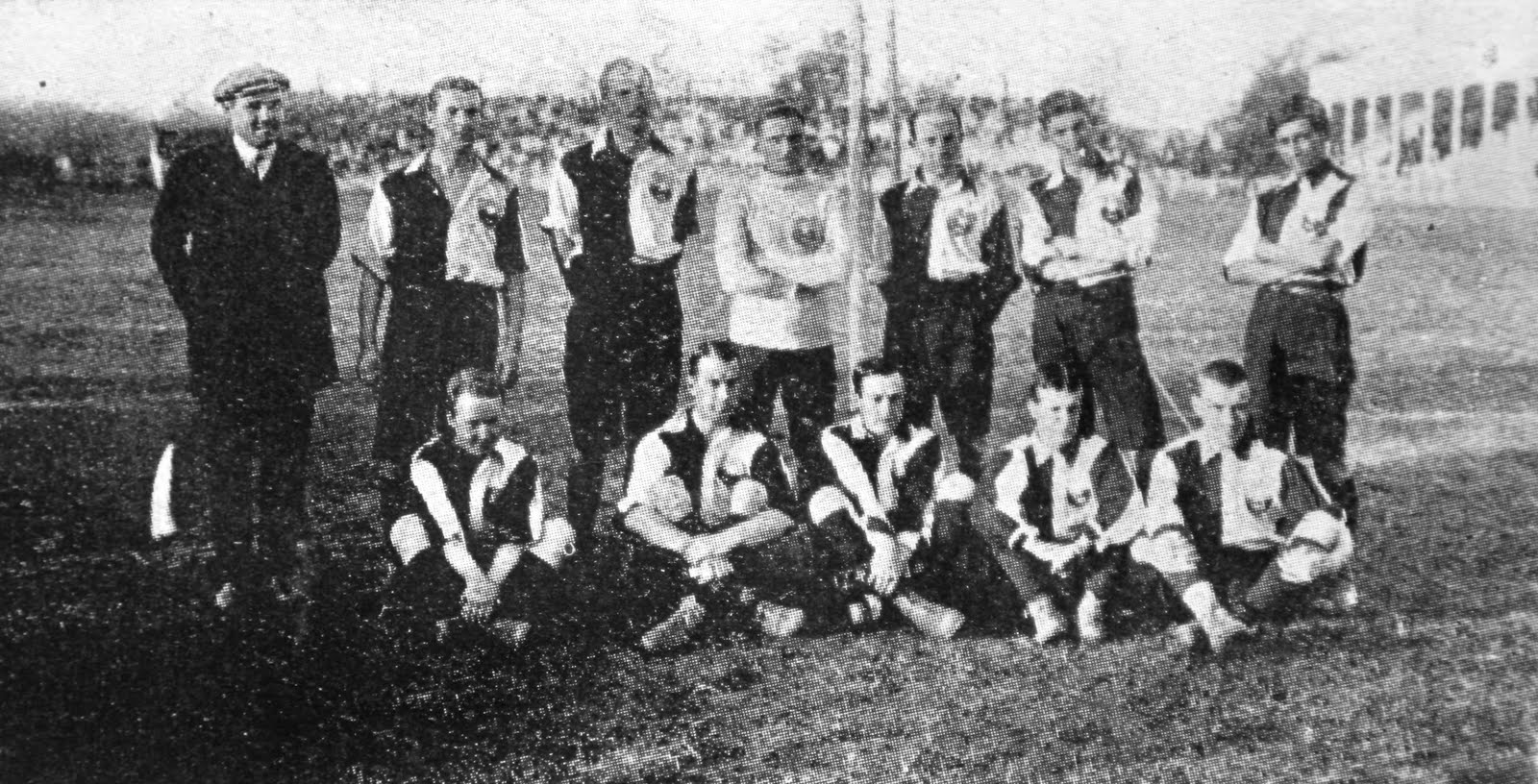
Selecció xilena l'any 1910.

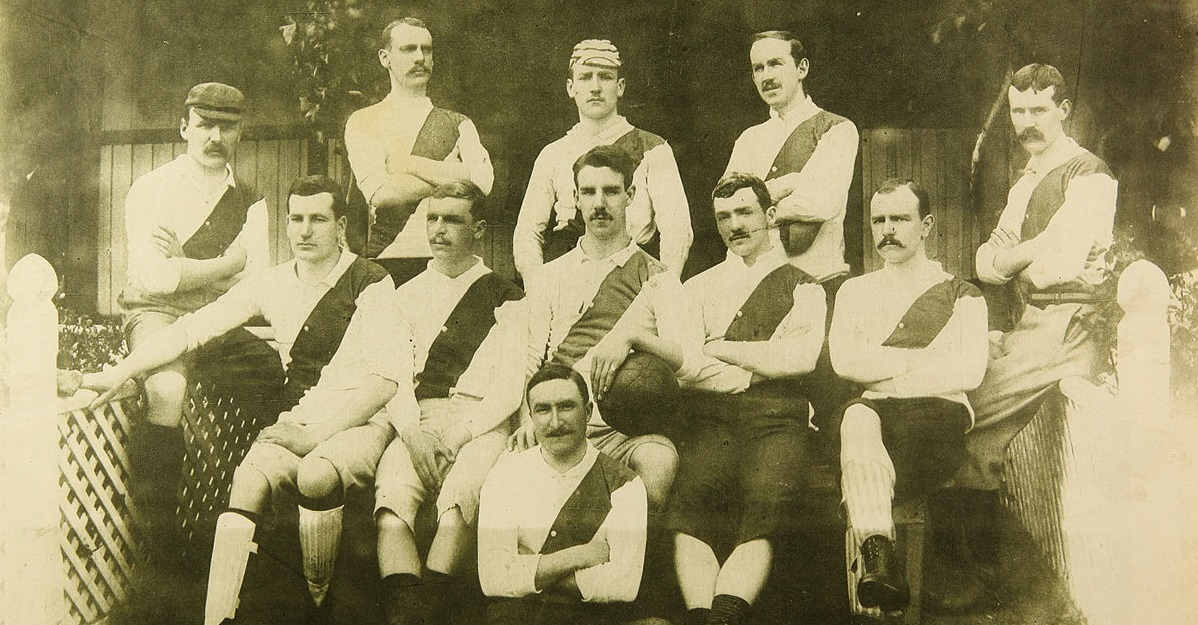
Valparaíso FC el 1893.

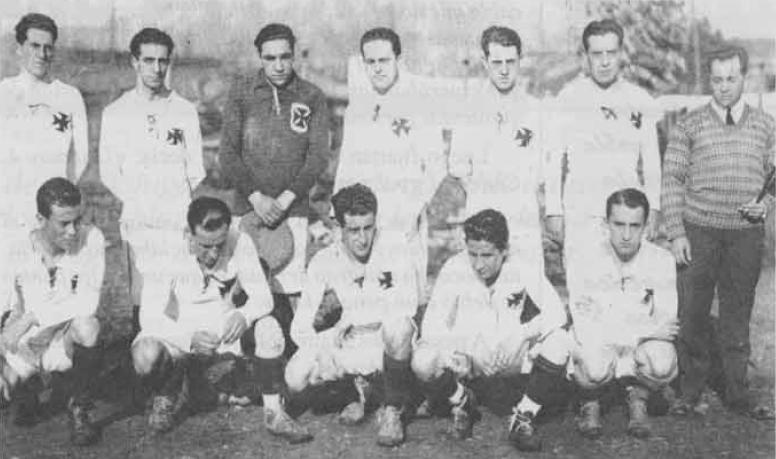
Green Cross el 1926.

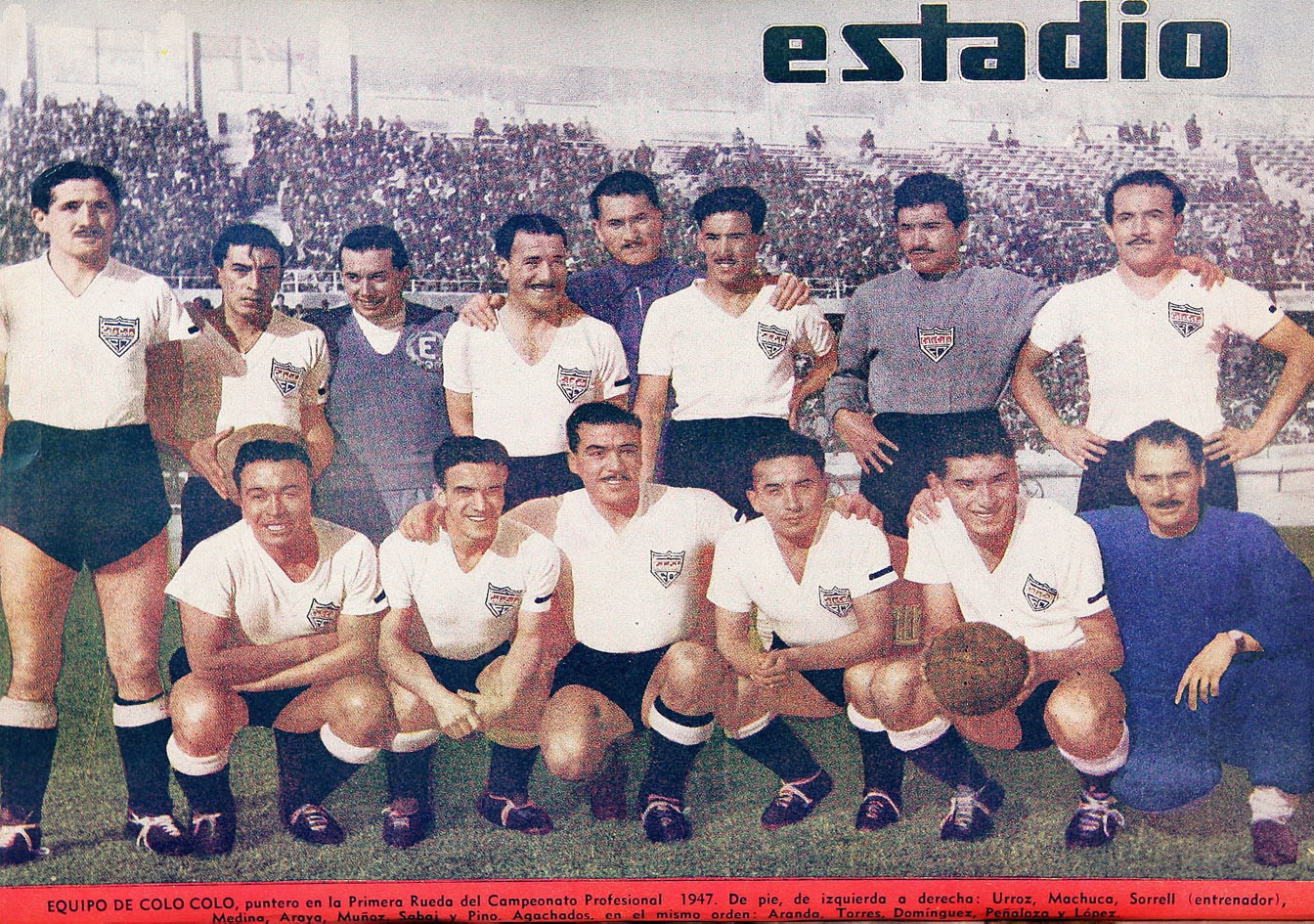
Colo-Colo el 1947.

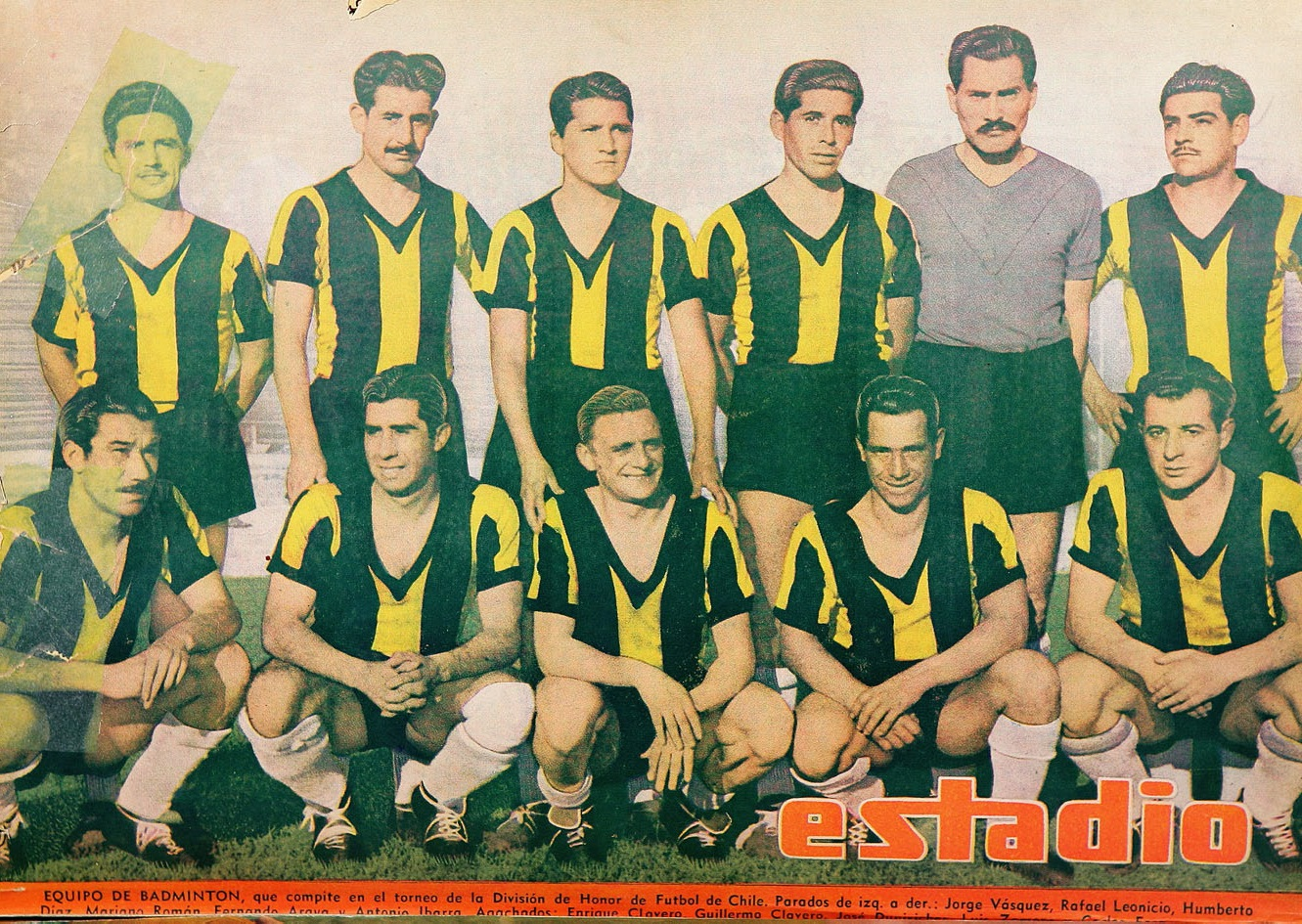
Santiago Badminton el 1949.

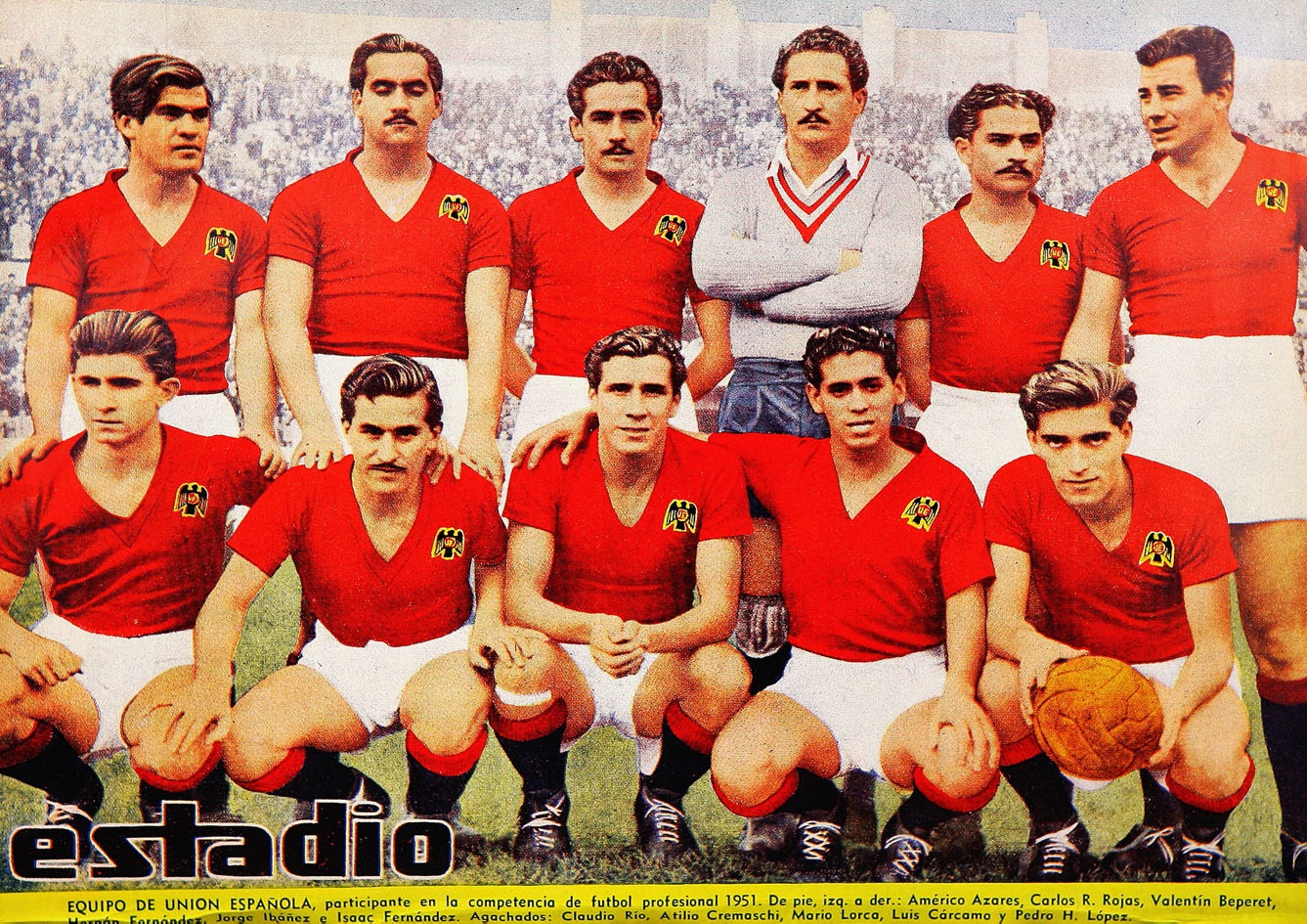
Unión Española el 1951.

El futbol entrà a Xile a les darreries del segle xix, de la mà de mariners britànics, principalment a les ciutats portuàries del país, entre les quals cal destacar Valparaíso, Coquimbo, Antofagasta, Iquique i Talcahuano. A la capital, el futbol s'hi desenvolupà una mica més tard, però aviat prengué embranzida.
Fou precisament a Valparaíso, el principal port de Xile, on es creà, el 19 de juny de 1892, la primera associació de clubs del país, la Football Association of Chile. Intentà regular les diferents competicions de la ciutat i aplegà clubs com Valparaíso F.C., Victoria Rangers, Mac Kay and Sutherland Athletic (1882) i Chilian F.C., als quals posteriorment s'hi uniren el Santiago National Athletic, Santiago Rangers, Valparaíso Wanderers i National F.C. Al llarg del territori es desenvoluparen altres associacions amateurs locals, destacant pel nivell competitiu les de Valparaíso i Santiago. El 23 de maig de 1906 neix l'Asociación de Foot-ball de Santiago i el 14 de setembre de 1912 es crea l’Asociación de Foot-ball de Chile, primera associació estatal, que reuní les diverses associacions regionals. Als anys 20 destacà l'equip de l'English.
L'arribada dels anys trenta portà la cada cop més gran professionalització del futbol. Molts equips començaren a pagar sous als seus futbolistes tot i que la pràctica no era legal. L'any 1933 els clubs grans abandonen l'associació de Santiago i creen una lliga professional. Aquests clubs foren Club Social y Deportivo Colo-Colo, Unión Española, Badminton, Audax Italiano, Green Cross, Morning Star, Magallanes i Santiago National.
Magallanes guanyà els tres primers campionats, seguit d'Audax Italiano el 1936 i Colo Colo el 1937. El 1934 el torneig s'expandí amb clubs els clubs Ferroviarios (que posteriorment es fusionà amb el Badminton per formar el Ferrobadminton), Carlos Walker, Deportivo Alemán i Santiago F.C., embrió de l'actual Santiago Morning.
En els seus inicis el campionat estigué circumscrit als clubs de Santiago. El primer club de fora de la ciutat fou el Santiago Wanderers el 1937, i el 1944 s'incorporà l'Everton de Viña del Mar. No fou fins a 1953 que es va admetre un tercer club de províncies, el Rangers de Talca. D'altres clubs destacats al país foren Metropolitano, Antofagasta Portuario, Deportes Aviación, i CAF Estrella del Mar de Talcahuano.

## Competicions
- Campionat xilè de futbol
- Copa xilena de futbol (desapareguda)
- Campionat d'obertura xilè (desapareguda)
- Campionat de clausura xilè (desapareguda)
- Lligueta Pre-Libertadores xilena (desapareguda)

## Principals clubs
- Club Social y Deportivo Colo-Colo (Santiago de Xile)
- Corporación de Fútbol de la Universidad de Chile (Santiago de Xile)
- Club Deportivo Universidad Católica (Santiago de Xile)
- Club de Deportes Unión Española (Santiago de Xile)
- Audax Club Sportivo Italiano (Santiago de Xile)
- Club Deportivo Palestino (Santiago de Xile)
- Club Deportivo Magallanes (Santiago de Xile)
- Corporación Club de Deportes Santiago Morning (Santiago de Xile)
- Corporación Deportiva Everton (Viña del Mar)
- Club de Deportes Santiago Wanderers (Valparaíso)
- Club Deportivo O'Higgins (Rancagua)
- Club de Deportes Cobreloa (Calama)
- Club Deportes Cobresal (El Salvador)
- Club Social y de Deportes Concepción (Concepción)
- Club Deportivo Universidad de Concepción (Concepción)
- Club Social de Deportes Rangers (Talca)
- Club Deportivo Huachipato (Talcahuano)
- Club de Deportes La Serena (La Serena)
- Club de Deportes Coquimbo Unido (Coquimbo)
- Club de Deportes Antofagasta (Antofagasta)
- Club de Deportes Unión San Felipe (San Felipe)
- Club de Deportes Iquique (Iquique)

## Jugadors destacats
Font:

Des de 1920
- David Arellano
- Ulises Poirier
- Ramón Unzaga Asla

Des de 1930
- Guillermo Subiabre
- Raúl Toro

Des de 1940
- Miguel Busquets
- Guillermo Clavero
- Armando Norton Contreras
- Francisco Pancho Hormazábal
- Sergio Roberto Livingstone
- Desiderio Medina

Des de 1950
- Atilio Cremaschi
- Misael Escuti
- Enrique Hormazábal
- Sergio Navarro
- Jaime Ramírez Banda
- Jorge Robledo Oliver

Des de 1960
- Humberto Cruz
- Luis Armando Eyzaguirre
- Alberto Fouilloux
- Rubén Marcos
- Juan Olivares
- Ignacio Prieto
- Eladio Rojas
- Leonel Sánchez
- Raúl Sánchez
- Jorge Toro

Des de 1970
- Sergio Ahumada
- Antonio Arias
- Carlos Humberto Caszely
- Elías Ricardo Figueroa
- Mario Galindo
- Guillermo Páez
- Alberto Quintano
- Carlos Reinoso
- Francisco Valdés

Des de 1980
- Jorge Aravena
- Fernando Astengo
- Lizardo Garrido
- Mario Osbén
- Roberto Rojas
- Jaime Pizarro
- Patricio Yáñez

Des de 1990
- Gabriel Mendoza
- José Marcelo Salas
- José Luis Sierra
- Iván Luís Zamorano

Des de 2000
- David Pizarro
- Humberto Suazo
- Jorge Valdivia

Des de 2010
- Claudio Bravo
- Mauricio Isla
- Gary Medel
- Alexis Sánchez
- Arturo Vidal

## Principals estadis

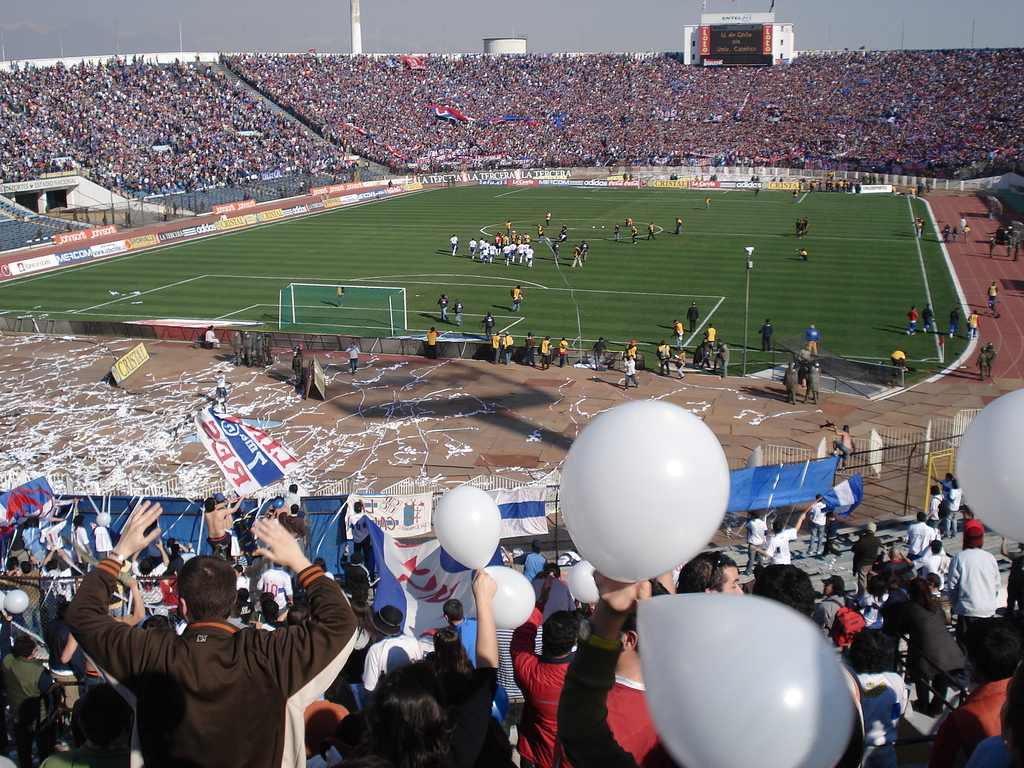
El clàssic universitari a l'Estadi Nacional.

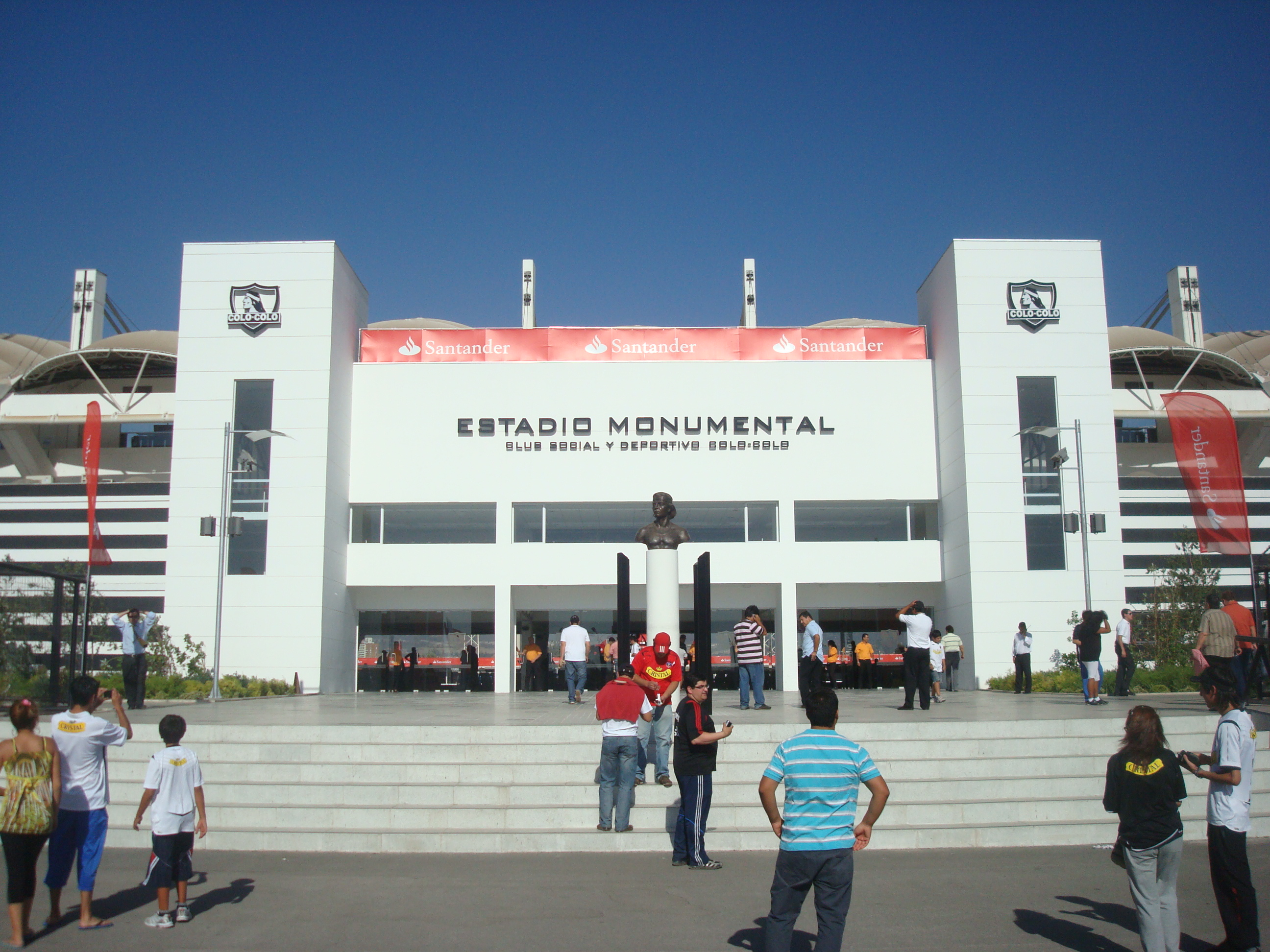
Façana principal de l'Estadi Monumental David Arellano.

- Estadi Nacional de Xile (Santiago de Xile)
- Estadi Monumental David Arellano (Santiago de Xile)
- Estadi Municipal de Concepción (Concepción)
- Estadi Regional d'Antofagasta (Antofagasta)
- Estadi de Santa Laura (Santiago de Xile)
- Estadi Municipal de Calama (Calama)